# Bundesliga niemiecka w rugby union mężczyzn
Bundesliga (także Rugby-Bundesliga) – najwyższa klasa rozgrywkowa w męskim rugby union w Niemczech.

## Historia
Pierwsze w historii oficjalne rozgrywki o mistrzostwo Niemiec w rugby union mężczyzn przeprowadzono w 1909 roku, a triumfował w nich FC 1897 Hannover. Rozgrywki ligowe pod nazwą Bundesliga wystartowały w 1971 roku, a pierwszym mistrzem nowej ligi został TSV Victoria Linden.

## Finały Bundesligi
| Rok  | Mistrz                                                    | Wicemistrz                                                | Wynik                                                     |
| ---- | --------------------------------------------------------- | --------------------------------------------------------- | --------------------------------------------------------- |
| 1972 | TSV Victoria Linden                                       | SC Neuenheim                                              | 17:16                                                     |
| 1973 | Heidelberger RK                                           | SV 1908 Ricklingen                                        | 3:0                                                       |
| 1974 | SV 1908 Ricklingen                                        | Heidelberger TV                                           | 15:9                                                      |
| 1975 | TSV Victoria Linden                                       | Heidelberger RK                                           | 12:4                                                      |
| 1976 | Heidelberger RK                                           | TSV Victoria Linden                                       | 35:0                                                      |
| 1977 | SC Germania List                                          | Heidelberger RK                                           | 16:9                                                      |
| 1978 | FV 1897 Linden                                            | TSV Handschuhsheim                                        | 24:16                                                     |
| 1979 | SC Germania List                                          | Heidelberger TV                                           | 9:0                                                       |
| 1980 | RG Heidelberg                                             | FV 1897 Linden                                            | 16:10                                                     |
| 1981 | SC Germania List                                          | Heidelberger RK                                           | 28:19                                                     |
| 1982 | Hannover 78                                               | RG Heidelberg                                             | 15:6                                                      |
| 1983 | Hannover 78                                               | RG Heidelberg                                             | 16:12                                                     |
| 1984 | Hannover 78                                               | TSV Victoria Linden                                       | 27:6                                                      |
| 1985 | Hannover 78                                               | Heidelberger RK                                           | 24:9                                                      |
| 1986 | Heidelberger RK                                           | Hannover 78                                               | 15:9                                                      |
| 1987 | TSV Victoria Linden                                       | Hannover 78                                               | 24:0                                                      |
| 1988 | DRC Hannover                                              | Hannover 78                                               | 12:9                                                      |
| 1989 | TSV Victoria Linden                                       | Berliner RC                                               | 20:6                                                      |
| 1990 | Hannover 78                                               | SC Neuenheim                                              | 31:4                                                      |
| 1991 | Hannover 78                                               | TSV Victoria Linden                                       | 6:3                                                       |
| 1992 | TSV Victoria Linden                                       | SV 1908 Ricklingen                                        | 59:3                                                      |
| 1993 | TSV Victoria Linden                                       | Hannover 78                                               | 18:14                                                     |
| 1994 | TSV Victoria Linden                                       | Heidelberger TV                                           | 15:3                                                      |
| 1995 | SC Neuenheim                                              | TSV Victoria Linden                                       | 14:13                                                     |
| 1996 | TSV Victoria Linden                                       | RG Heidelberg                                             | 9:8                                                       |
| 1997 | RG Heidelberg                                             | TSV Victoria Linden                                       | 15:13                                                     |
| 1998 | DRC Hannover                                              | TSV Victoria Linden                                       | 25:20                                                     |
| 1999 | DRC Hannover                                              | RG Heidelberg                                             | 11:22 24:10                                               |
| 2000 | DRC Hannover                                              | TSV Victoria Linden                                       | 34:3 45:12                                                |
| 2001 | DRC Hannover                                              | SC Neuenheim                                              | 28:16 8:13                                                |
| 2002 | DRC Hannover                                              | rozgrywki grupowe                                         | rozgrywki grupowe                                         |
| 2003 | SC Neuenheim                                              | DRC Hannover                                              | 18:9                                                      |
| 2004 | SC Neuenheim                                              | DRC Hannover                                              | 23:18                                                     |
| 2005 | DRC Hannover                                              | TSV Handschuhsheim                                        | 21:9                                                      |
| 2006 | RG Heidelberg                                             | SC Neuenheim                                              | 13:9 (po dogr.)                                           |
| 2007 | RG Heidelberg                                             | SC Frankfurt 1880                                         | 23:15                                                     |
| 2008 | SC Frankfurt 1880                                         | RG Heidelberg                                             | 28:13                                                     |
| 2009 | SC Frankfurt 1880                                         | Heidelberger RK                                           | 11:8                                                      |
| 2010 | Heidelberger RK                                           | SC Frankfurt 1880                                         | 39:22 (po dogr.)                                          |
| 2011 | Heidelberger RK                                           | SC Frankfurt 1880                                         | 12:9                                                      |
| 2012 | Heidelberger RK                                           | TV Pforzheim                                              | 20:16                                                     |
| 2013 | Heidelberger RK                                           | SC Neuenheim                                              | 41:0                                                      |
| 2014 | Heidelberger RK                                           | TV Pforzheim                                              | 43:20                                                     |
| 2015 | Heidelberger RK                                           | TV Pforzheim                                              | 53:27                                                     |
| 2016 | TV Pforzheim                                              | Heidelberger RK                                           | 41:36                                                     |
| 2017 | Heidelberger RK                                           | TV Pforzheim                                              | 39:35                                                     |
| 2018 | Heidelberger RK                                           | RG Heidelberg                                             | 47:12                                                     |
| 2019 | SC Frankfurt 1880                                         | TSV Handschuhsheim                                        | 22:12                                                     |
| 2020 | Sezon przerwany i nieukończony z powodu pandemii COVID-19 | Sezon przerwany i nieukończony z powodu pandemii COVID-19 | Sezon przerwany i nieukończony z powodu pandemii COVID-19 |
| 2021 | Sezon nie odbył się z powodu pandemii COVID-19            | Sezon nie odbył się z powodu pandemii COVID-19            | Sezon nie odbył się z powodu pandemii COVID-19            |
| 2022 | SC Frankfurt 1880                                         | TSV Handschuhsheim                                        | 29:17                                                     |
| 2023 | SC Frankfurt 1880                                         | SC Neuenheim                                              | 30:16                                                     |
| 2024 | SC Frankfurt 1880                                         | SC Neuenheim                                              | 20:14                                                     |